# Estação Ferroviária de Azibo
A Estação Ferroviária de Azibo foi uma gare da Linha do Tua, situada na localidade de Vale da Porca, Concelho de Macedo de Cavaleiros, em Portugal.

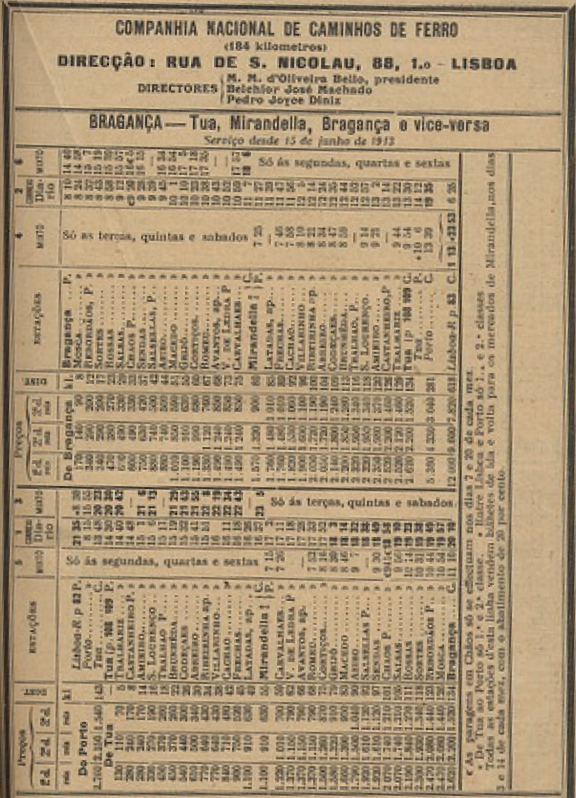
Horário da Linha do Tua em 1913, incluindo a estação de Azibo.

## Descrição
O edifício de passageiros, de dois andares, situava-se do lado norte da via (lado esquerdo do sentido ascendente, a Bragança). Além deste, a Estação de Azibo possui também torre de água e um cais coberto. Aqui, as locomotivas a vapor abasteciam-se de água para uma longa subida até Salsas, onde existia a torre de água seguinte.[carece de fontes?]
A 450 m da estação encontra-se a Ponte do Azibo, sobre o rio Azibo, ponte metálica de um tramo, onde a via discorre em curva.[carece de fontes?]

## História
Situava-se no lanço entre Macedo de Cavaleiros e Sendas da Linha do Tua, que foi aberto à exploração em 18 de Dezembro de 1905.
Em 1939, a Companhia Nacional de Caminhos de Ferro fez obras de restauro nesta estação.

Em 15 de Dezembro de 1991, a operadora Caminhos de Ferro Portugueses encerrou o troço entre Mirandela e Bragança.